# MiKTeX
MiKTeX (pronuncia mick-tech) è una distribuzione di TeX/LaTeX per Microsoft Windows, macOS e alcune distribuzioni GNU/Linux, sviluppata da Christian Schenk. Fornisce gli strumenti necessari per preparare documenti utilizzando il linguaggio di markup TeX/LaTeX, oltre a TeXworks (un semplice editor TeX).
Una significativa caratteristica del MiKTeX è la capacità di aggiornarsi in modo automatico, scaricando le nuove versioni di componenti e di pacchetti precedentemente installati. Inoltre, chiede all'utente se desidera scaricare eventuali pacchetti che non sono stati ancora installati ma che sono richiesti dal documento intende compilare.
A partire dalla versione 2.7 di MiKTeX (dicembre 2007) è stato integrato XeTeX, e supporta anche il linguaggio di programmazione MetaPost e il pdfTeX. Con la versione 2.8 (settembre 2009) è stata introdotta anche la versione portable di MikTeX.
La versione 2.9 (ottobre 2010),compatibile con Windows 7 e Windows 8, ha integrato il motore per LuaTeX.
Nel giugno 2020 Schenk ha deciso di modificare la convenzione per la numerazione: quella nuova si basa sulla data di uscita. Così la versione 20.6 è stato pubblicata nel giugno 2020.